# Agriphila brioniellus
Agriphila brioniellus là một loài bướm đêm trong họ Crambidae.